# Dietrich Boschung
Dietrich Boschung (* 25. Januar 1956) ist ein Schweizer Klassischer Archäologe.

## Lebenslauf
Boschung studierte Klassische Archäologie und wurde 1983 an der Universität Bern bei Hans Jucker mit einer Arbeit zu den Grabaltären aus den Nekropolen Roms promoviert. 1983 und 1984 war er Hochschulassistent in Bern, von 1984 bis 1993 Hochschulassistent an der Universität München. Im Jahre 1989 habilitierte er sich an der Universität München. Zusätzlich nahm er Lehrtätigkeiten an den Universitäten Augsburg und Marburg wahr. Von 1993 bis 1994 war er Leiter des Forschungsarchivs für Antike Plastik am Archäologischen Institut der Universität zu Köln, bis er 1995 auf die C3-Professor für Klassische Archäologie an der Universität Regensburg berufen wurde. Im Jahre 1996 nahm er einen Ruf auf die C3-Professur für Klassische Archäologie an der Universität zu Köln an (als Nachfolger von Henning Wrede). Im Zuge von Bleibeverhandlungen wurde er dort 2007 zum W3-Professor ernannt. 2022 trat er in den Ruhestand.
In seinen Lehrveranstaltungen und Forschungen vertrat Boschung das Fach breit, seine Hauptforschungsgebiete sind die antike Sepulkralkunst, das antike Porträt sowie das Nachleben der Antike.
Zusammen mit dem Literaturwissenschaftler Günter Blamberger war er von April 2009 bis zu dessen Beendigung 2021 Direktor des mit Mitteln des Bundesministeriums für Bildung und Forschung eingerichteten Internationalen Kollegs Morphomata: Genese, Dynamik und Medialität kultureller Figurationen an der Universität zu Köln.
Dietrich Boschung war von April 2009 bis März 2011 Prodekan für Forschung der Philosophischen Fakultät an der Universität zu Köln.

## Schriften
- Antike Grabaltäre aus den Nekropolen Roms (= Acta Bernensia. Band 10). Stämpfli & Cie, Bern 1987, ISBN 3-7272-0514-8 (= Dissertation).
- Die Bildnisse des Caligula (= Das römische Herrscherbild. Band I 4). Gebr. Mann, Berlin 1989, ISBN 3-7861-1524-9.
- Die Bildnisse des Augustus (= Das römische Herrscherbild. Band I 2). Gebr. Mann, Berlin 1993, ISBN 3-7861-1695-4.
- mit Henner von Hesberg und Andreas Linfert: Die antiken Skulpturen in Chatsworth sowie in Dunham Massey und Withington Hall (= Corpus Signorum Imperii Romani. Band 3, Faszikel 8; = Monumenta artis Romanae. Band 26). Zabern, Mainz 1997, ISBN 3-8053-1991-6.
- Gens Augusta. Untersuchungen zu Aufstellung, Wirkung und Bedeutung der Statuengruppen des julisch-claudischen Kaiserhauses (= Monumenta Artis Romanae. Band 32). Philipp von Zabern, Mainz 2002, ISBN 3-8053-2825-7 (= Habilitationsschrift).
- mit Henner von Hesberg: Die antiken Skulpturen in Newby Hall sowie in anderen Sammlungen in Yorkshire (= Monumenta artis Romanae. Band 35). Reichert, Wiesbaden 2007, ISBN 978-3-89500-431-5.
- Kairos as a Figuration of Time. A Case Study (= Morphomata Lectures Cologne. Band 6). Wilhelm Fink, Paderborn 2013, ISBN 978-3-7705-5614-4 (online).
- Werke und Wirkmacht. Morphomatische Reflexionen zu archäologischen Fallstudien (= Morphomata. Band 36). Wilhelm Fink, Paderborn 2017, ISBN 978-3-7705-6282-4 (online).
  - englische Übersetzung: Art and Efficacy. Case Studies from Classical Archaeology (= Morphomata. Band 44). Wilhelm Fink, Paderborn 2020, ISBN 978-3-7705-6562-7 (online).
- Effigies. Antikes Porträt als Figuration des Besonderen (= Morphomata. Band 49). Wilhelm Fink, Paderborn 2021, ISBN 978-3-7705-6619-8 (online).
  - Englische Übersetzung: Effigies. Ancient Portraiture as Figuration of the Particular (= Morphomata. Band 53). Wilhelm Fink, Paderborn 2021, ISBN 978-3-7705-6652-5 (online).